# اردک دم‌دراز
اردک دم‌دراز (نام علمی: Clangula hyemalis) پرندهای از تیرهٔ مرغابیان و تنها گونهٔ زنده از سرده‌اش است.
این پرنده بسیار زیبا دارای دو بزرگ پر سوزنی‌شکل و بلند در قسمت دم است. در فصول سرد سال بیشتر قسمت‌های بدن از پر سفید پوشیده شده است و تنها کناره‌های گردن و پشت و قسمتی از سینه را پرهای قهوه‌ای تیره‌رنگ پوشانده است. در فصول گرم سال پرهای سفید ریخته شده و پرهای قهوه‌ای رنگ جایگزین آن‌ها می‌شود. نوک این پرنده بسیار کوتاه و نازک و به رنگ نارنجی است. محل زیست این اردک در کنار دریاها بوده و از جانوران آبزی تغذیه می‌نماید. از دیگر صفات این مرغابی مهارت در غواصی، کشیده راه رفتن روی زمین و گذاردن ۱۲ تخم در هر دوره است. خاستگاه آن‌ها شمال شوروی سابق و شمال کانادا است و زمستان‌ها به مناطق گرم مهاجرت می‌کند.

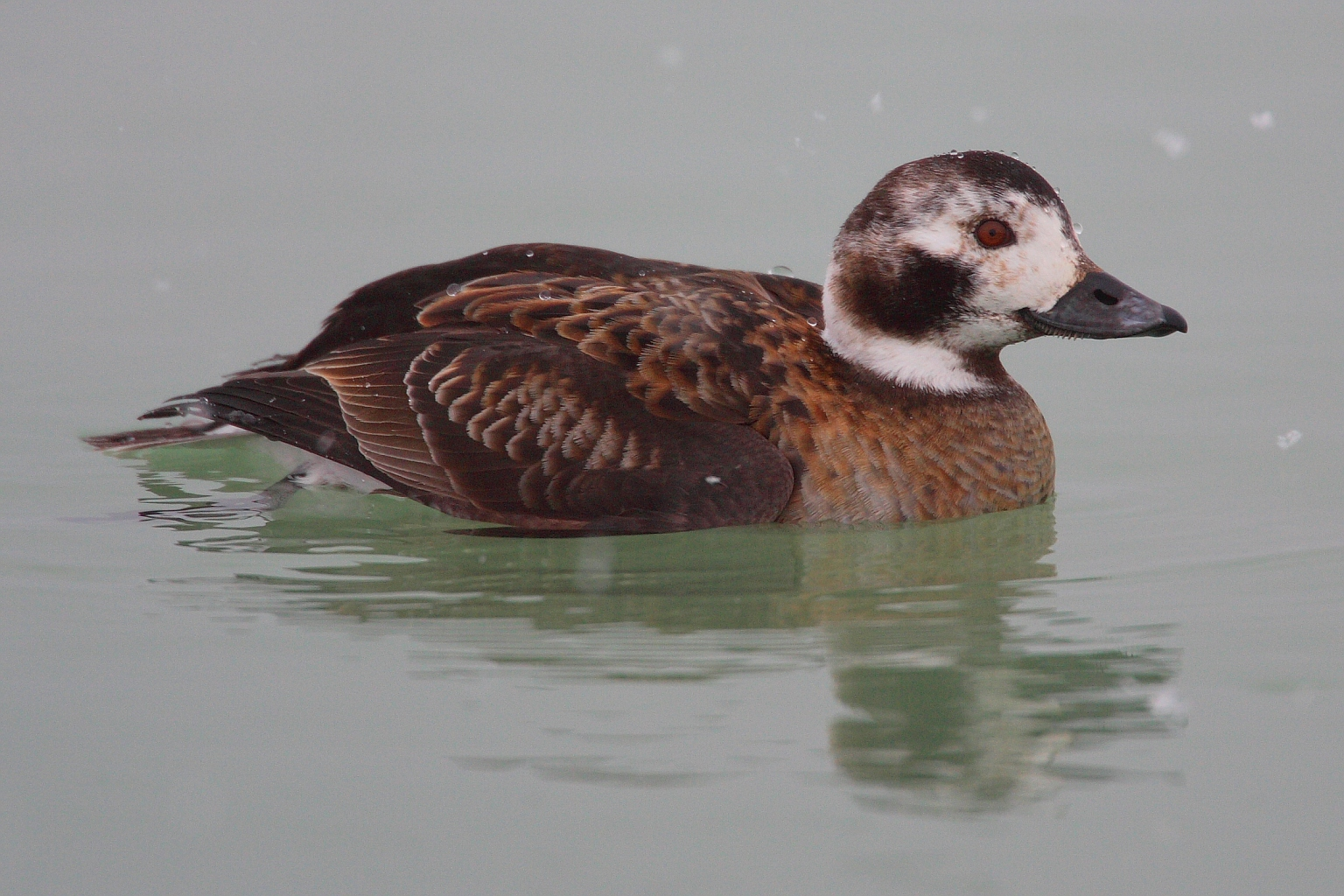
ماده

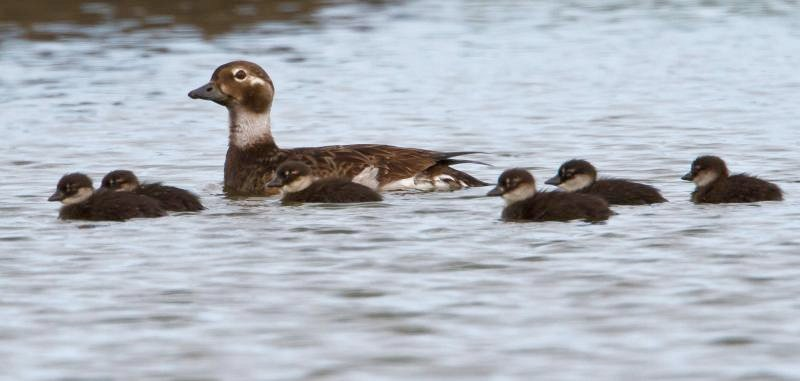
مادر و شش جوجه در آیسلند

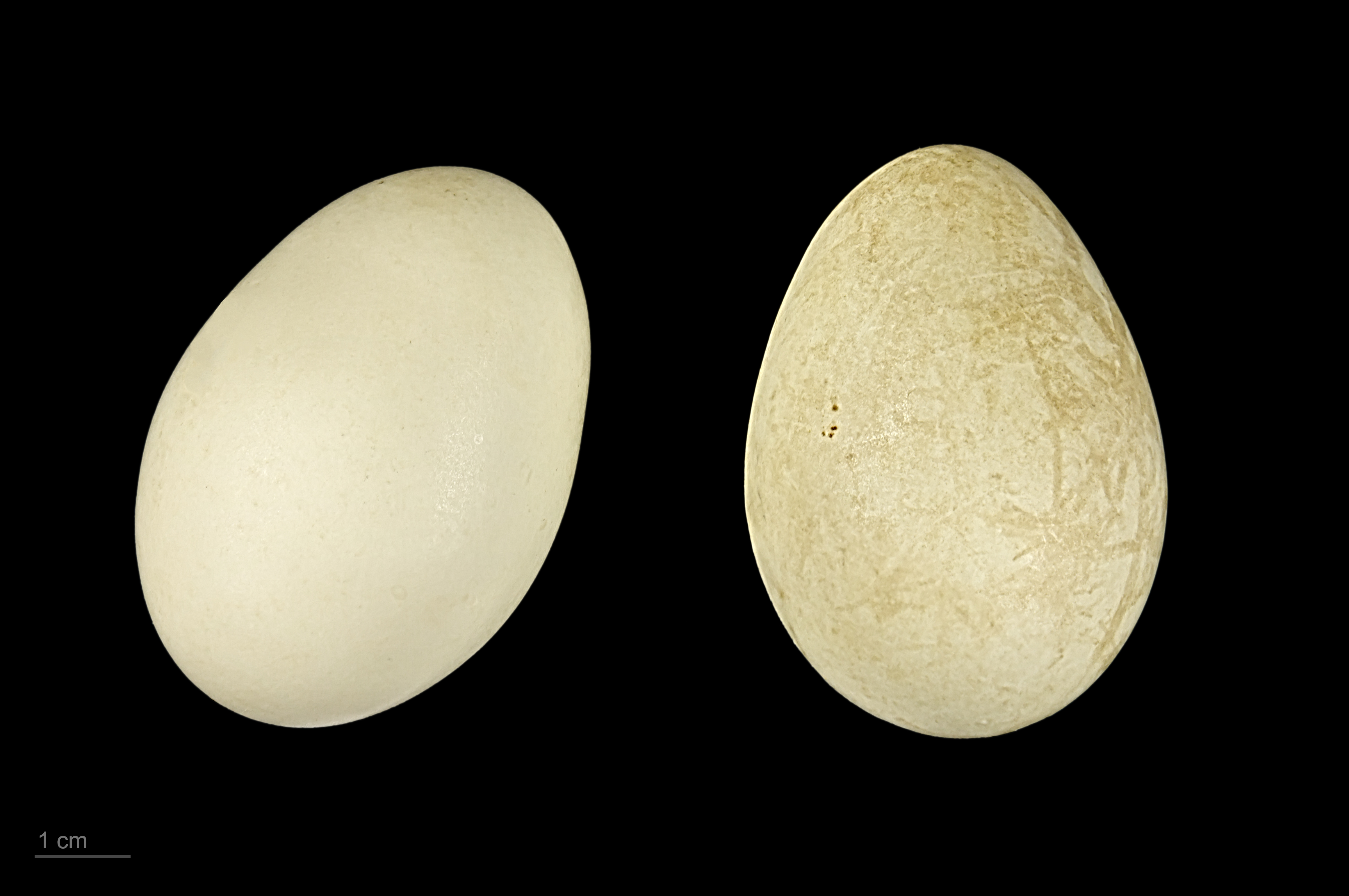
Clangula hyemalis

این گونه در ایران هم یافت می‌شود.